# Daniel Martins (atleta paraolímpico)
Daniel Martins (Marília, 12 de março de 1996) é um atleta paralímpico brasileiro e recordista mundial.
Conquistou a medalha de ouro, após quebrar um recorde mundial, nos Jogos Paralímpicos de Verão de 2016 no Rio de Janeiro, representando seu país na categoria 400 metros T20.